# Mila Guy
Mila Guy es una actriz y diseñadora de vestuario sudafricana. Es más conocida por su actuación como "Malanie Schmit" en la serie de televisión Hotel y "Nonnie Blignout" en la película Liewe Kersfeesvader.

## Biografía
Guy nació el 14 de noviembre de 1992 en Nelspruit en Mpumalanga, Sudáfrica. Cuando era estudiante, emigró a Nueva Zelanda con su familia. Su primer año de educación terciaria lo completó en la Universidad de Auckland. Después de regresar a Sudáfrica, completó su licenciatura en Drama en la Universidad de Pretoria.

## Carrera profesional
En 2014, debutó en la décima temporada de la telenovela Binnelanders de kykNET, como "Zanel Jordaan". En 2015, se unió al reparto de la película Ballade vir 'n Enkeling. Luego actuó en varios cortos y largometrajes como: For the Birds, Wonderlus, Vuil Wasgoed, Desember, Stille Nag, Soek jy 'n Lift y Parable. En 2016, participó en la comedia de kykNET Hotel, dando vida a "Malanie Schmit". El mismo año, participó como invitada en la serie de drama legal SABC1 Sokhulu & Partners.
En 2017, actuó en la película Liewe Kersfeesvader dirigida por Etienne Fourie. Por su interpretación, fue nominada en la categoría mejor actriz en el Silwerskerm Festival. El mismo año, se unió al elenco recurrente de la comedia de kyKNET Phil101, la comedia dramática de SABC1 Bedford Wives, la serie dramática de SABC2 Erfsondes y la telenovela de SABC2 Keeping Score. En 2019 interpretó a "Vicky" en la serie dramática de kykNET Alles Malan.
En 2019, protagonizó el cortometraje Miemie. La película fue selección oficial en los Silwerskermfees. En abril del mismo año, debutó en la telenovela 7de Laan de SABC2, como "Lana Basson". Poco después, participó de forma recurrente como "Karien Koelenberg" en un segmento de parodia en el programa de comedia Die Laager. En 2020, se unió a la serie de comedia dramática de kykNET Ekstra Medium como "Elke".

## Filmografía
| Año  | Título                  | Rol                      | Tipo                     | Ref. |
| ---- | ----------------------- | ------------------------ | ------------------------ | ---- |
| 2014 | Binnelanders            | Zanel Jordaan            | Serie de televisión      |      |
| 2015 | Ballade vir 'n Enkeling | Karlientjie Koekemoer    | Película                 |      |
| 2016 | For the Birds           | Vrou                     | Película                 |      |
| 2016 | Keeping Score           | Benina                   | Serie de televisión      |      |
| 2016 | Hotel                   | Malanie Schmit           | Serie de televisión      |      |
| 2017 | Wonderlus               | Novia                    | Película                 |      |
| 2017 | Vlugtig                 | Chantel                  | Cortometraje             |      |
| 2017 | Vuil Wasgoed            | Verpleegster             | Película                 |      |
| 2017 | Liewe Kersfeesvader     | Nonnie Blignout          | Película                 |      |
| 2017 | Erfsondes               | Mia                      | Serie de televisión      |      |
| 2017 | Bedford Wives           | Antoinette De Villiers   | Serie de televisión      |      |
| 2017 | Phil101                 | Kara                     | Serie de televisión      |      |
| 2018 | Axis Mundi              | Christine van Heerden    | Cortometraje             |      |
| 2019 | Desember                | Estelle Burger           | Película para televisión |      |
| 2019 | Stille Nag              | Antoinette van der Hoven | Película para televisión |      |
| 2019 | Soek jy 'n lift         | Karmen                   | Película para televisión |      |
| 2019 | Miemie                  | Miemie Naude             | Cortometraje             |      |
| 2019 | Alles Malan             | Vicky                    | Serie de televisión      |      |
| 2019 | Chin Up!                | Mujer trotando           | Serie de televisión      |      |
| 2019 | 7de Laan                | Lana van Deventer        | Serie de televisión      |      |
| 2020 | Parable                 | Mommy (Joven)            | Película para televisión |      |
| 2020 | Ekstra Medium           | Elke                     | Serie de televisión      |      |
| 2020 | Mr Johnson              | Helena (Joven)           | Película                 |      |
| 2021 | Die Speelkamer          |                          | Película para televisión |      |